# 고이케촌
고이케촌(小池村)은 니가타현 니시칸바라군에 있던 촌이다. 

## 역사
- 1889년 4월 1일 - 정촌제 시행에 의해 니시칸바라군 고이케촌이 성립하였다.
- 1954년 3월 31일 - 쓰바메정，마쓰나가촌，고나카가와촌과 합병, 시로 승격해 쓰바메시가 되어 소멸하였다.

## 참고문헌
- 『市町村名変遷辞典』東京堂出版、1990年。